# Efferia tuberculata
Efferia tuberculata är en tvåvingeart som först beskrevs av Daniel William Coquillett 1904.  Efferia tuberculata ingår i släktet Efferia och familjen rovflugor. Inga underarter finns listade i Catalogue of Life.